# Prisztina

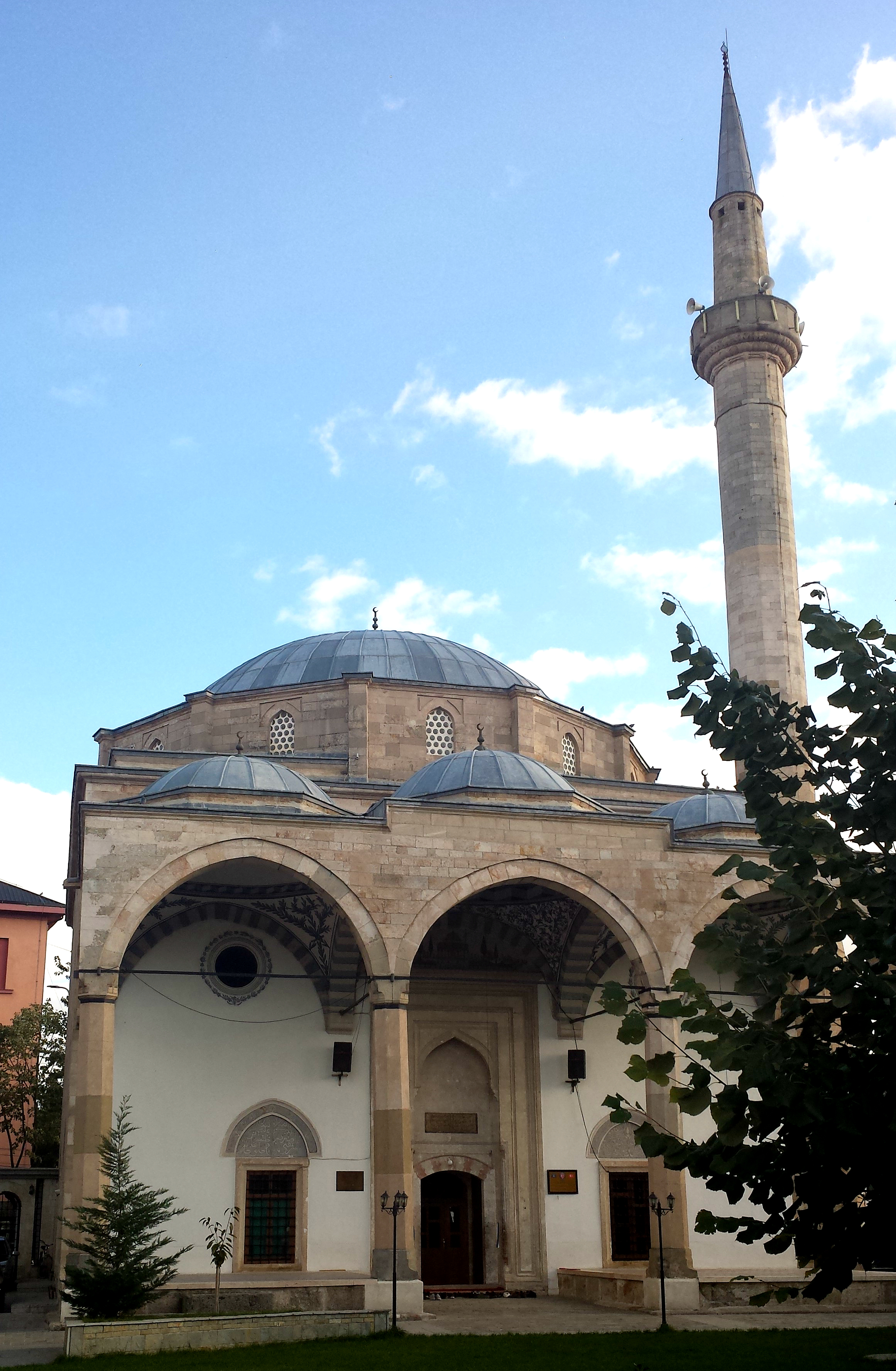
Wielki Meczet Sułtana Mehmeda z XV wieku

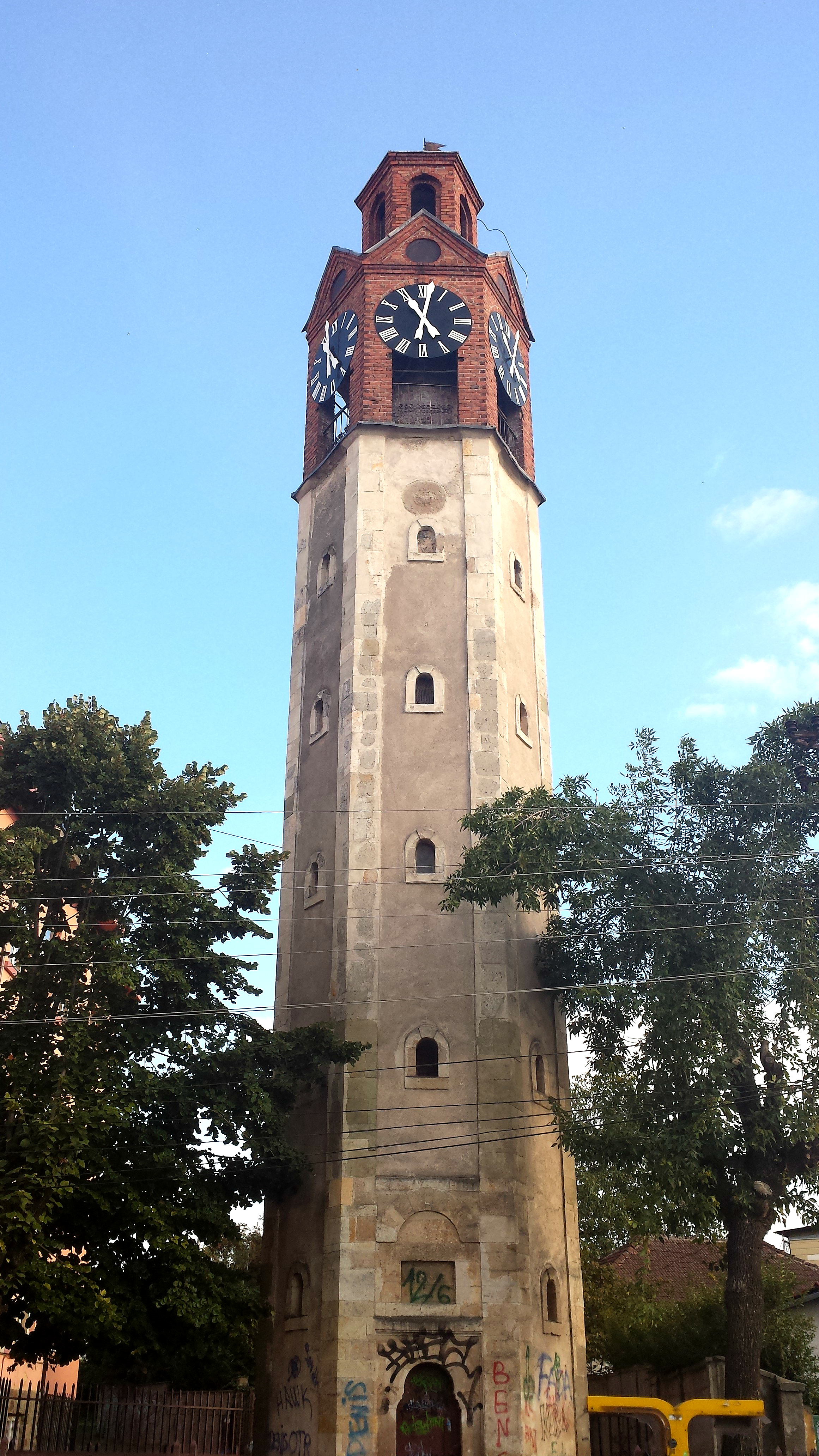
Wieża Zegarowa

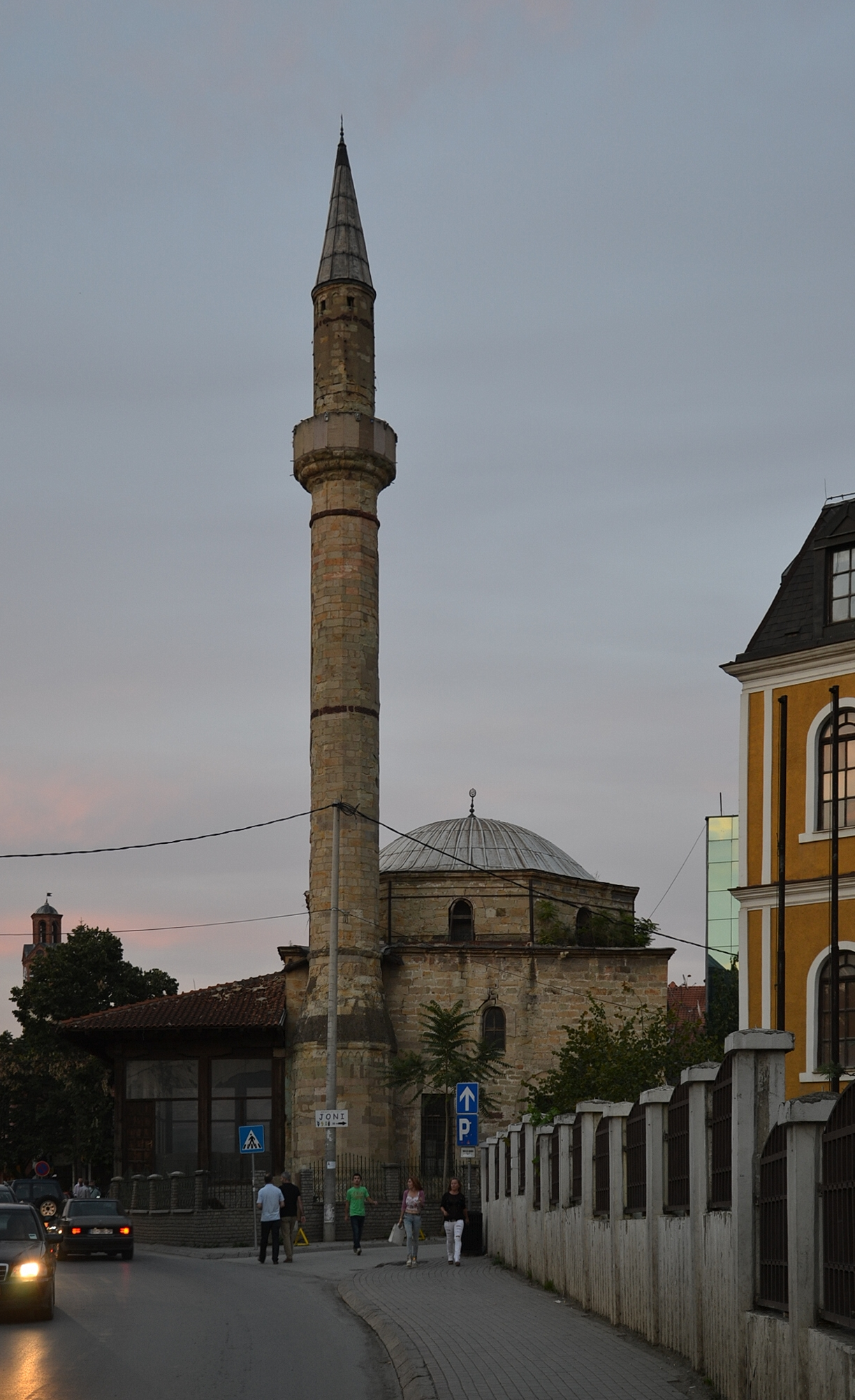
Meczet Jashara Paszy

Prisztina (alb. Prishtinë, Prishtina, serb. Приштина, Priština) – stolica i największe miasto Kosowa, położone w północno-wschodniej części kraju, w Górach Dynarskich, w kotlinie Kosowe Pole. Od północnej i wschodniej części miasto otaczają wzgórza, sięgające 700 m n.p.m. Prisztina jest też stolicą regionu o tej samej nazwie.

## Historia

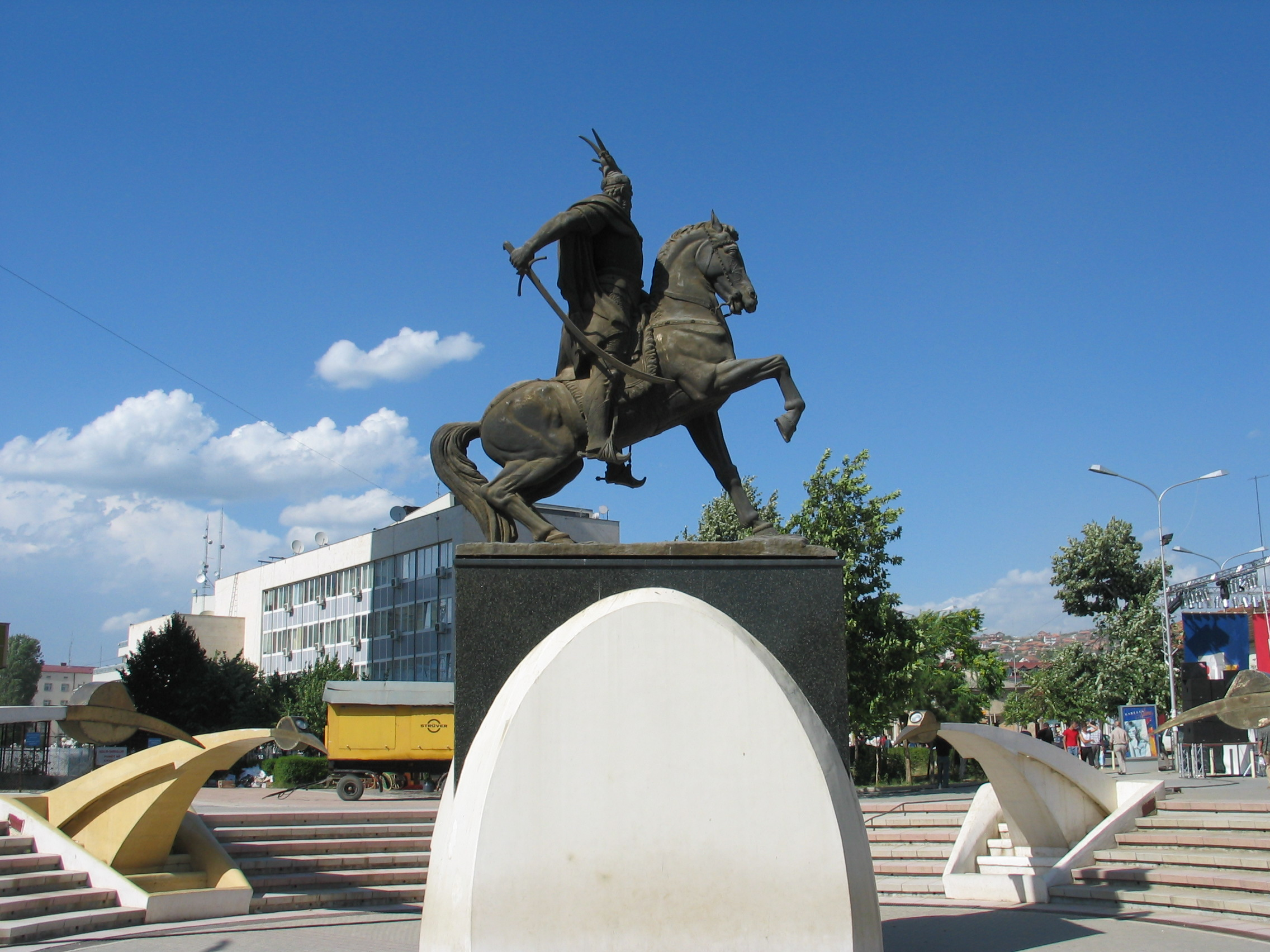
Pomnik Skanderbega w centrum

Miasto na miejscu wcześniejszej osady rzymskiej o nazwie Vicianum (co może sugerować jej wiejski charakter) założył w XIII wieku król Milutin (1282–1321) jako swoją nową stolicę. W ciągu kilku lat po bitwie na Kosowym Polu miasto wraz z okolicą dostało się pod panowanie tureckie. Okres ten wiąże się z zapaścią gospodarczą i kulturalną. Procesowi temu nie zapobiegło ustanowienie w Prisztinie w roku 1423 siedziby tureckiego sądu.
Podczas inspirowanego przez Leopolda I Habsburga powstania serbskiego 1686 Pjetër Bogdani na krótko zajął Prisztinę, lecz opuszczony przez austriackich sprzymierzeńców musiał wycofać się na północ (1689). Podążyła za nim znaczna część serbskich mieszkańców miasta, obawiając się zemsty ze strony tureckiej armii wezyra Mustafy. W miejsce zbiegłych Serbów Turcy zaczęli osiedlać w Prisztinie podobnie jak w całym Kosowie i Metochii albańskich osadników.
Wywołali oni antytureckie powstanie w mieście w roku 1910, które zostało jednak stłumione. Do Prisztiny przybył sułtan w celu odbycia rozmów pokojowych. W roku 1913 w wyniku I wojny bałkańskiej i ustaleń traktatu londyńskiego Prisztina weszła w skład odrodzonej Serbii. Podczas I wojny światowej w wyniku jesiennej ofensywy generała Mackensena (1915) część ludności miasta ewakuowała się wraz z armią serbską do Grecji. W okresie międzywojennym Pristina weszła w skład Królestwa Serbów, Chorwatów i Słoweńców. Wówczas część ludności albańskiej została mylnie (ze względu na wyznawaną religię – islam) wysiedlona do Turcji, gdzie zmuszono ją do zmiany nazwisk na tureckie i osiedlono na obszarach zamieszkiwanych do roku 1924 przez Greków i Ormian.
W okresie II wojny światowej po zwycięstwie państw osi nad Jugosławią w roku 1941 Prisztina weszła w skład kontrolowanej przez Włochy Wielkiej Albanii. W tym okresie ludność serbska, żydowska i romska miasta była masowo wysiedlana w ramach czystek etnicznych. Sytuacja uległa zaostrzeniu po wycofaniu się Włoch z koalicji w 1943 roku. Kontrolę nad miastem przejęli wówczas Niemcy, którzy do dalszych prześladowań użyli powołaną przez siebie jednostkę Waffen SS „Skanderbeg”. W dniu 14 maja 1944 roku jej oddziały splądrowały domy prisztińskich Żydów, ich samych mordując na miejscu lub wysyłając do obozów zagłady. Podobny los spotkał większość serbskich mieszkańców.
Po wojnie Prisztina stała się stolicą autonomicznego okręgu Kosowa, a od roku 1963 Autonomicznej Prowincji Kosowa i Metochii, która w 2008 ogłosiła niepodległość.

## Atrakcje turystyczne
- Wielki Meczet lub Meczet Sułtana Mehmeda (Xhamia e Madhe lub Xhamia e Mbretit) – meczet zbudowany w 1461 roku na polecenie sułtana tureckiego Mehmeda II Zdobywcy. Po 1689 roku przez krótki okres rządów austriackich był kościołem katolickim
- Meczet Çarshi (zwany także Xhamia e Sulltan Muratit i Xhamia e Gurit) z 1389 roku, wybudowany na polecenie sułtana Bajazyda I po bitwie pod Kosowem i rozbudowany w XV wieku przez Murada II. Jest to najstarsza świątynia islamska na terenie Kosowa.
- Meczet Pirinaz z XVI wieku zbudowany przez Piri Nazira pełniącego funkcję wezyra u dwóch sułtanów.
- Wielki Hammam – łaźnie z XV wieku
- reprezentacyjny dom osmański typu konak należący do rodziny Hynyler
- Fontanna Shadërvan w stylu osmańskim
- Wieża zegarowa (Sahatkulla) z XIX wieku
- Meczet Jashara Paszy (Xhamia e Jashar Pashës) z 1834 roku
- Mauzoleum Sułtana Murata I (Bajraktari Türbe) z 1850 roku
- Hotel Union z 1927 roku
- Cerkiew św. Mikołaja z XIX wieku. Zniszczona w 2004 roku i odbudowana przez Unię Europejską. We wnętrzu cenne ikonostasy.
- Plac Skanderbega (Sheshi Skënderbeu) – główny plac miasta przy którym znajduje się parlament, ministerstwa, teatr, Hotel Union i Swiss Diamond Hotel Prishtina.
- Cmentarz żydowski z XIX wieku
- Katedra Matki Teresy z Kalkuty z 2010 roku
- Biblioteka Narodowa Kosowa z 1982 roku
- Pomnik Newborn

## Muzea
- Muzeum Narodowe Kosowa – mieści się w budynku dowództwa wojskowego z 1889 roku. W muzeum prezentowane są m.in. zbiory archeologiczne.
- Muzeum Etnologiczne „Emin Gjiku”(inne języki) – mieści się w budynku z XVIII wieku w stylu osmańskim i prezentuje typowe wnętrza mieszkalne z tego okresu
- Narodowa Galeria Sztuki Kosowa – prezentuje sztukę współczesną

## Atrakcje turystyczne w okolicy
- Monaster prawosławny Gračanica z XIV wieku w odległości 10 km na południowy wschód od Prisztiny. Cerkiew klasztorna Matki Boskiej stanowi jeden z cenniejszych zabytków sztuki bizantyjsko-serbskiej. W 2006 roku monaster wpisano na listę dziedzictwa kulturowego UNESCO.
- W odległości ok. 12 km na południe od Prisztiny znajduje się stanowisko archeologiczne w miejscu rzymskiego i bizantyjskiego miasta Ulpiana (zwanego też Iustiniana Secunda). Ruiny znajdują się około 10 km od wsi Lipljan. Miasto było jednym z ośrodków administracyjnych rzymskiej prowincji Dardania. Porzucono je około VI wieku n.e.

## Gospodarka
Ośrodek przemysłu (spożywczy, włókienniczy, mineralny i drzewny), rzemiosła i handlu. W pobliżu kopalnie węgla brunatnego, magnezytu, cynku i ołowiu.

## Kultura
W mieście znajdują się Uniwersytet Prisztiński, Akademia Nauk i Sztuk; muzeum; kilka zabytkowych meczetów (XIV-XIX wiek), łaźnia z XV wieku, wieża zegarowa (XIX wiek), domy w stylu orientalnym. W najwyższym punkcie miasta znajduje się cmentarz wojenny, a nieco dalej – monaster Gračanica. Obecnie spoczywają tam byli członkowie UÇK oraz jeden z twórców albańskiego ruchu niepodległościowego – Ibrahim Rugova.

## Społeczeństwo
Zdecydowaną większość mieszkańców stanowią Albańczycy. Mieszkańcy innych narodowości (głównie Romowie i Serbowie) w wyniku wojny w Kosowie w 1999 roku opuścili miasto lub zostali wypędzeni.

## Sport
W mieście popularne są: koszykówka (reprezentowana przez dwa kluby), piłka nożna (FC Prishtina) oraz piłka ręczna (rozgrywane są tu mecze międzynarodowe).

## Lotnisko
16 kilometrów od centrum miasta znajduje się lotnisko Slatina, mogące przemieścić milion osób rocznie. W czerwcu 2006 roku nagrodzone nagrodą Best Airport 2006 Award przyznawana najlepszym lotniskom Europy.

## Współpraca
Miejscowości partnerskie:
- Ankara, Turcja[3]
- Bursa, Turcja[4]
- Des Moines, Stany Zjednoczone[5]
- Durrës, Albania
- Kaohsiung, Republika Chińska[6]
- Karaczi, Pakistan[7]
- Namur, Belgia[8]
- Tirana, Albania